# Rineloricaria platyura
Rineloricaria platyura és una espècie de peix de la família dels loricàrids i de l'ordre dels siluriformes.

## Morfologia
Els mascles poden assolir els 14 cm de longitud total.

## Distribució geogràfica
Es troba als rius costaners que van des de la desembocadura del riu Amazones fins al riu Essequibo.